# 岩鷹拳
岩鷹拳，湖南拳術，為中國武術流派之一。

## 源流
岩鹰拳源於民國初年武術高手杜心五的鹰爪擒拿术，他对少林拳及鹰爪拳进行了适当的改编,成为独具湘西南特色的岩鹰拳，其徒蒋兆鸿及再傳弟子刘烈红等人繼而發揚光大。2021年，岩鹰拳被中國列入第五批國家級非物質文化遺產代表性項目名錄。

## 介紹
岩鹰拳的主要内容,是传神地摹拟了山区岩鹰的爪、勾、捕、闪、抓、拿等灵活多变的岩鹰动作,还揉进了猴拳的擒拿、爪抓、蛇拳的镖手、形意拳的钻、崩、劈、炮,并把太极的柔劲身法及八卦的游龙趟步融为一体,使岩鹰拳在劲力上能“五功合劲”,灵活多变、刚柔相济。

## 套路
岩鹰拳的徒手套路有虎鷹歸巢掌，跟巖鷹一、二路拳，共為三路。在器械套路上，有岩鹰爪、岩鹰钯和岩鹰勾，都是模仿岩鹰身体部位所制作。

## 來源
1. ↑  . 中国非物质文化遗产网.   [2025-03-04]. （原始内容存档于2025-03-04）.
2. 1 2  .   [2022-12-21]. （原始内容存档于2022-12-21）.